# 奧羅拉的天使
《奧羅拉的天使》（西班牙語：El ángel de Aurora）是羅伊·羅哈斯為特莱维萨製作的墨西哥電視連續劇。由娜塔莉亞·埃斯佩隆、豪爾赫·薩利納斯、拉斐爾·諾沃亞主演。該系列於2024年7月29日至2025年2月2日在明星频道上播出。

## 角色
- 豪爾赫·薩利納斯 飾 安東尼奧·穆列塔
  - 亞歷克西斯·塞巴洛斯 飾 年輕的安東尼奧
- 娜塔莉亞·埃斯佩隆 飾 奧羅拉·坎佩羅
  - 瓦萊莉亞·弗洛里安 飾 年輕的奧羅拉
- 拉斐爾·諾沃亞 飾 胡里奧·塞薩爾·雷伊
- 寶琳娜·馬托斯 飾 海倫娜·穆列塔
- 莫伊塞斯·佩納洛薩 飾 安赫爾·桑托斯 / 加布里埃爾
- 何塞·巴勃羅·米諾 飾 德米安·莫爾加
- 馬里索爾·德爾·奧爾莫 飾 傑札貝爾‧坎佩羅
  - 丹妮拉·科爾特斯 飾 年輕的傑札貝爾
- 加布里埃拉·裡韋羅 飾 維多利亞·博尼拉
- 羅伯托·布蘭頓 飾 帕斯誇爾·桑托斯
- 羅西奧·韋爾德霍 飾 派翠西亞·吉爾
- 莉亞·烏裡亞特 飾 布萊恩娜·奎羅爾
- 胡安·巴勃羅·吉爾 飾 艾德加巴蒂斯塔
- 加布莉埃拉·卡里洛 飾 卡桑德拉·阿維拉
- 努比亞·馬蒂 飾 埃斯佩蘭薩卡斯特羅
- 拉洛·帕拉西奧斯 飾 埃爾莫羅
- 卡拉·戈麥斯 飾 埃爾維亞
- 帕可·魯埃達 飾 格羅裡奧
- 克里斯蒂安·拉莫斯 飾 阿奎萊斯·多薩曼特斯
- 普莉西拉·索洛里奧 飾 瑪吉·佩雷斯
- 伊莎貝拉·巴斯克斯 飾 安妮塔
- 賈登·蘇亞雷斯 飾 埃爾羅拉斯
- 巴勃羅·加西亞 飾 路易斯·阿爾貝托·雷伊
- 佩德羅·西卡德 飾 法布里齊奧
- 雷內·卡薩多斯 飾 尤文蒂諾·馬西亞斯“埃爾平塔斯”
  - 亞歷杭德羅·瓦倫西亞 飾 年輕的尤文蒂諾